# Versokka
Versokka war ein finnisches Längenmaß.
- 1 Versokka = 1,75 Tuumaa = 44,45 Millimeter
  - 1 Tuuma = 10 Linjaa = 25,4 Millimeter

Eine Maßkette basierte auf dem russischen System:
- 1 Arsina (Venäjan kyynärä) = 2 1/3 Jalka = 4 Setvertti = 16 Versokka = 28 Tuumaa = 711,2 Millimeter[1]